# Apa kagan
Apa kagan (kitajsko: 阿波可汗; pinjin: ābō kěhàn; Wade–Giles: a-po k'o-han, osebno ime kitajsko: 大邏便/大逻便; pinjin: dàluóbiàn; Wade–Giles: ta-lo-pien) je bil sin Mukan kagana, ki ga je Taspar kagan leta 581 razglasil za kagana Prvega turškega kaganata. Vladal je do leta 587, * ni znano, † 587. 
Zakoniti naslednik prestola Išbara kagan njegove oblasti ni priznal, kar je privedlo do gokturške državljanske vojne.  

## Življenje
Apa kagan se je povezal s Tardujem in Tamganom, sinovoma Istemija, vladarja Zahodnega turškega kaganata, a je kljub temu izgubil večino pomembnih bitk in se umaknil v Buharo. Kmalu zatem je leta 587 umrl. Nasledil ga je mlajši brat Jangsu tegin. 

## Sklic
1. ↑  Gafurov, B.G. (2005). Central Asia: pre-historic to pre-modern times. Maulana Abul Kalam Azad Institute of Asian Studies (Kolkata, India). Delhi: Shipra Publications. ISBN 8175412461. OCLC 63170679.

| Apa kagan Klan Ašina (Apova linija)Rojen: 6. stoletje Umrl: 587 |                                        |                         |
| Vladarski nazivi                                                |                                        |                         |
| Predhodnik: nihče                                               | Kagan Prvega turškega kaganata 581–587 | Naslednik: Jangsu tegin |